# Yuttana Chaikaew
Yuttana Chaiyakaew (tiếng Thái: ยุทธนา ไชยแก้ว, sinh ngày 26 tháng 2 năm 1981) là một cầu thủ bóng đá từ Thái Lan. Hiện tại anh thi đấu cho Pattani ở Thai League 4.
Anh thi đấu cho Krung Thai Bank ở vòng bảng Giải vô địch bóng đá các câu lạc bộ châu Á 2008.